# Akoboissué
La circonscription administrative d’Akoboissué a été créée depuis le 09 février 2004. Elle se compose d’autochtones Agni (Agni-Djuablin), d’allochtones et d’étrangers. L’histoire nous enseigne que les Agni-Djuablin seraient venus prêter main-forte au roi de Bondoukou qui était en proie à des difficultés avec des guerriers venus de Bouna. Une fois la guerre terminée, les Agni-Djuablin vont entamer la marche de retour. En cours de route, ils vont se ressourcer auprès d’un cours d’eau. Et c’est au cours de cette action de se désaltérer qu’ils trouveront des pépites d’or dans l’eau. Dès cet instant, les Agni-Djuablin ont préféré s’installer au bord de ce ruisseau pour extraire l’or qui abondait dans la région sous la conduite de BRINDOU ASSAMANDJE, leur chef. C’est donc à partir de ce village (ancien Assikasso) situé à seize (16) kilomètres du chef-lieu de la Sous-Préfecture d’Akoboissué que toute la partie frontalière du Département d’Agnilibékrou va être peuplée. Akoboissué est une localité de l'est de la Côte d'Ivoire, et appartenant au département d'Agnibilékrou, région Indénié-Djuablin. La localité d'Akoboissué est un chef-lieu de commune.